# Gouvernement de Beiyang
Pour les articles homonymes, voir Beiyang.
1912–1928
La dénomination « gouvernement de Beiyang » (chinois simplifié : 北洋政府 ; pinyin : běiyáng zhèngfǔ ; le mot Beiyang (北洋) signifiant « océan du Nord » et renvoyant aux régions côtières du Nord de la Chine) désigne de façon familière l'autorité centrale de la république de Chine entre 1913 et 1928. Elle vient du nom de l'armée de Beiyang, fondée au temps de l'Empire mandchou des Qing et dont sont issus la plupart des chefs militaires qui dominent alternativement le pouvoir, de manière officielle ou officieuse.
Yuan Shikai, président en 1912, établit dès l'année suivante un régime dictatorial. Après sa mort en 1916, la république de Chine, n'ayant plus de pouvoir central fort, est dirigée de facto par divers potentats locaux, surnommés « seigneurs de la guerre », principalement actifs dans le Nord du pays, qui établissent chacun leur pouvoir par les armes et se disputent la légitimité, chacun des dirigeants successifs du gouvernement de façade de Pékin représentant la Chine au niveau international. Après la chute de Duan Qirui au début des années 1920, la confusion politique s'amplifie. De 1916 à 1928, la république de Chine connaît 25 équipes gouvernementales, 34 chefs de gouvernement et 5 parlements différents.
Ce semblant de pouvoir central, qui utilise le drapeau à cinq couleurs de la République, est parcouru de tensions dues aux rivalités de ses différentes factions militaires, couramment désignées sous le nom de « cliques », tandis que Sun Yat-sen, à la tête du Kuomintang, revendique la légitimité républicaine dans le Sud de la Chine. L'essentiel du Sud du pays échappe aux différentes factions composant le gouvernement de Beiyang, qui se partagent le Nord et le Centre du pays.
En 1926, un an après la mort de Sun Yat-sen, le gouvernement du Kuomintang lance l'expédition du Nord pour soumettre les seigneurs de la guerre et unifier la république de Chine sous sa bannière. Durant l'expédition, Tchang Kaï-chek, chef de l'Armée nationale révolutionnaire, prend dans les faits le contrôle du Kuomintang, puis du régime en 1928, déplaçant à Nankin le pouvoir central chinois, nommé Gouvernement nationaliste.

## Régime de Yuan Shikai

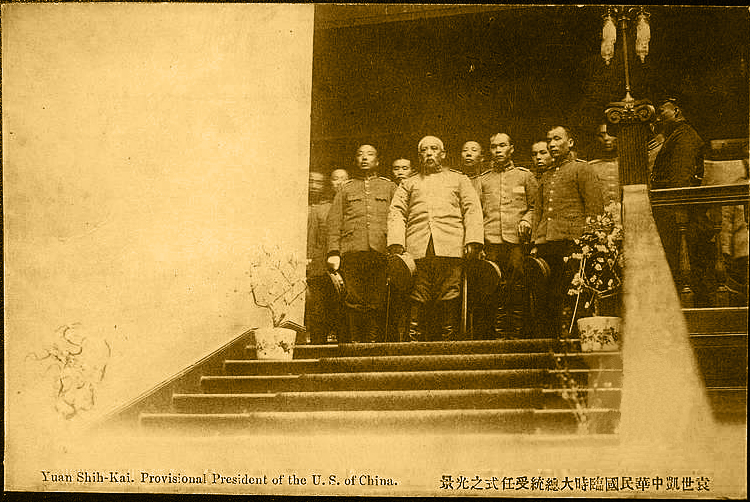
Yuan Shikai, président de la république de Chine de 1912 à 1916 et empereur en 1915-1916.

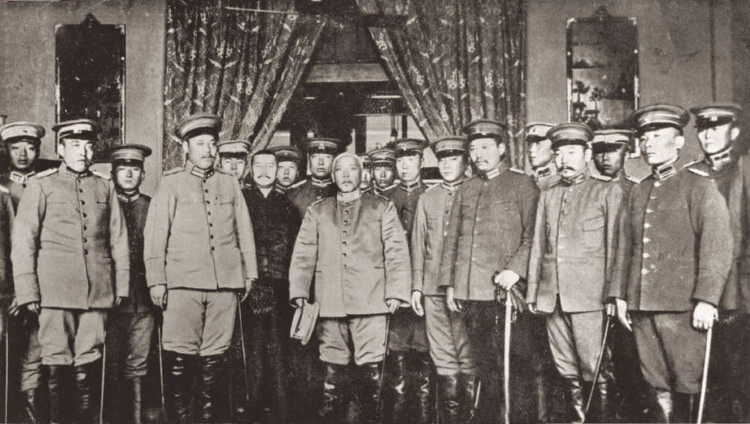
Proclamation de Yuan Shikai (au centre) comme grand président de la république de Chine.

Durant la révolution Xinhai, le gouvernement provisoire établi à Nankin par les rebelles, avec Sun Yat-sen comme président et Li Yuanhong comme vice-président doit négocier avec Yuan Shikai pour obtenir l'abdication de l'empereur. En échange de son ralliement, Yuan devient le président de la république de Chine, établissant le gouvernement à Pékin, où sont situés son fief et l'administration impériale. Les élections législatives donnent la majorité au Kuomintang de Sun Yat-sen ; mais Song Jiaoren, pressenti comme futur chef du gouvernement, est assassiné. Yuan Shikai, soupçonné du meurtre, établit dès 1913 une dictature personnelle, considérée comme le véritable début du « gouvernement de Beiyang » ; le soulèvement mené par le Kuomintang est un échec, et une réforme constitutionnelle donne en 1914 des pouvoirs étendus au président. En janvier 1915, l'empire du Japon présente au gouvernement chinois ses vingt et une demandes, qui impliquent un renforcement considérable de l'emprise politique et économique du Japon sur la Chine. Après un premier refus, les Japonais présentent une liste réduite à treize demandes, assorties d'un ultimatum : Yuan Shikai cède plutôt que d'aller à l'épreuve de force avec le Japon, qui doit cependant freiner temporairement ses visées expansionnistes du fait de l'opposition des Occidentaux.

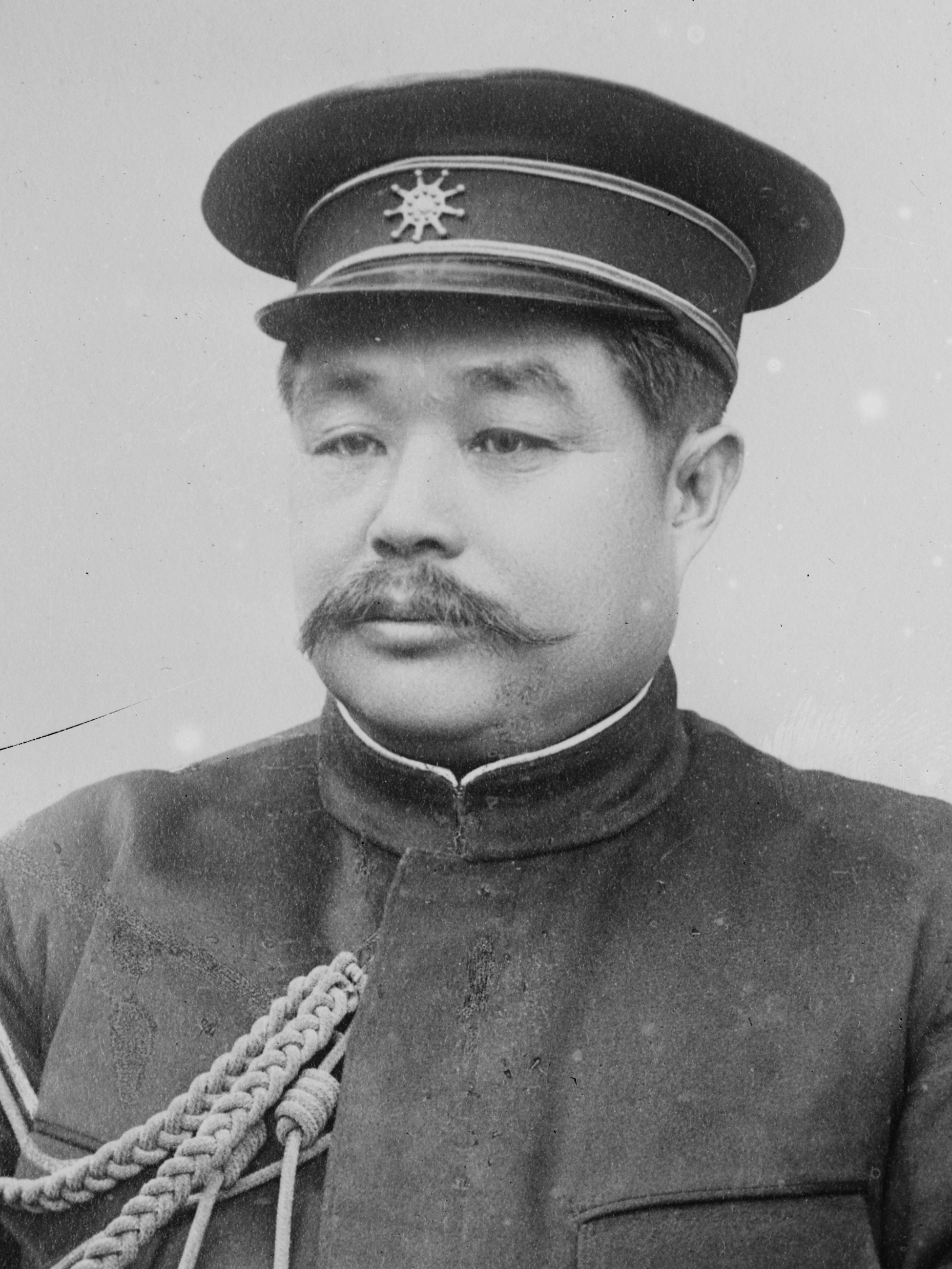
Li Yuanhong, président de la république de Chine de 1916 à 1917, puis de 1922 à 1923.

### Tentative de restauration impériale
En 1915, Yuan Shikai tente de restaurer l'empire à son profit, favorisant la naissance d'un mouvement monarchiste qui vient ensuite lui demander de monter sur le trône. Mais sa tentative échoue du fait du soulèvement d'une partie des militaires. Yuan Shikai doit renoncer au trône et meurt peu après d'une maladie de foie, laissant la Chine sans autorité centrale forte.

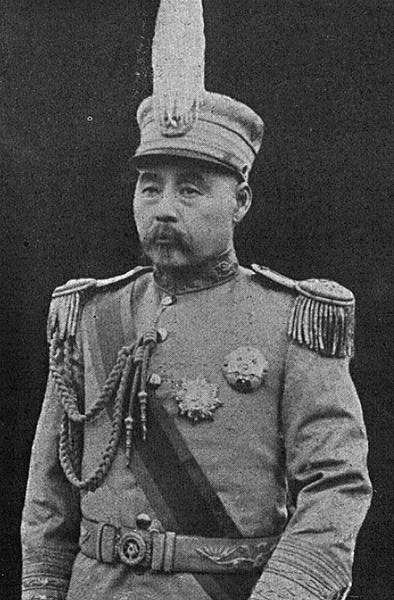
Feng Guozhang, président de la république de Chine de 1917 à 1918.

Symbole militaire du gouvernement chinois

## Éclatement du pouvoir central
Le 7 juin 1916, Li Yuanhong prend la présidence de la République, Feng Guozhang devenant vice-président et Duan Qirui demeurant chef du gouvernement. Le parlement de 1913 est à nouveau réuni, et la constitution restaurée. La vie parlementaire est dominée par les factions de Sun Yat-sen, Liang Qichao et Tang Hualong. Le gouvernement a pour objectif d'établir en Chine une armée nationale unifiée, mais rien de concret n'est fait en ce sens, et les différentes armées demeurent parcourues de luttes d'influences contradictoires.
Le pouvoir est également partagé au sujet de l'opportunité de participer à la Première Guerre mondiale. Si Duan Qirui et Liang Qichao y sont favorables et souhaitent rejoindre le camp des Alliés, le Président Li Yuanhong et Sun Yat-sen s'y opposent. Duan Qirui finit par obtenir du parlement la rupture de la république de Chine avec l'Empire allemand, mais il est bientôt renvoyé par Li Yuanhong quand ses accords avec l'empire du Japon sont découverts. Duan entre alors en rébellion, dénonçant son renvoi comme illégal, et obtenant le soutien de la plupart des généraux de l'armée de Beiyang. Le général Zhang Xun offre alors sa médiation et investit Pékin avec son armée en juin 1917, forçant Li Yuanhong à dissoudre le parlement. Le 1er juillet, soutenu par Kang Youwei, Zhang proclame le rétablissement de l'empire, remettant sur le trône Puyi, qui vit toujours dans la cité interdite. Réfugié dans la légation japonaise, Li Yuanhong renomme Duan Qirui chef du gouvernement et le charge de combattre la rébellion monarchiste : les troupes de Duan mettent bientôt en déroute celles de Zhang et Li Yuanhong doit abandonner le pouvoir, laissant la place à Feng Guozhang. Redevenu l'homme fort du gouvernement, Duan Qirui refuse de restaurer le parlement et instaure un sénat provisoire au nombre de sièges réduit de moitié. Sun Yat-sen, dénonçant la dictature de Duan, se réfugie à Canton, mettant sur pied un Gouvernement militaire pour la défense de la constitution dont il est élu généralissime, soutenu par une partie des parlementaires et certaines factions militaires du Guangxi et du Yunnan ; il n'est cependant pas reconnu au niveau international. Un conflit débute entre les deux gouvernements, qui débouche sur une guerre civile désignée sous le nom de « Guerre entre le sud et le nord ». Les hostilités débutent en octobre 1917 et se poursuivent jusqu'à la fin de 1918, se terminant par un échec du camp de Sun.

## Régime de Duan Qirui

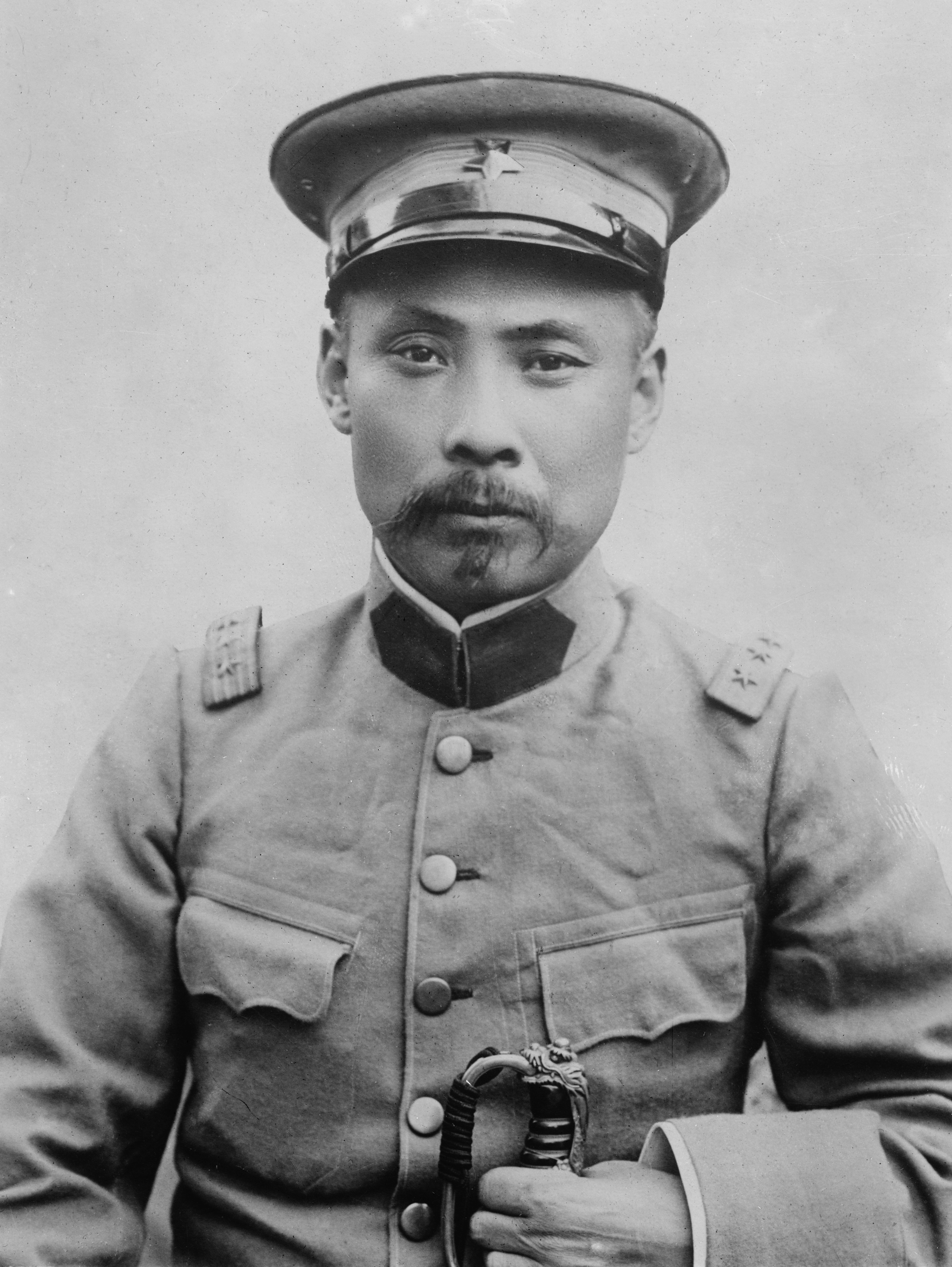
Duan Qirui, chef du gouvernement en 1913, 1916, 1917 et 1918, et chef de l'État par intérim de 1924 à 1926.

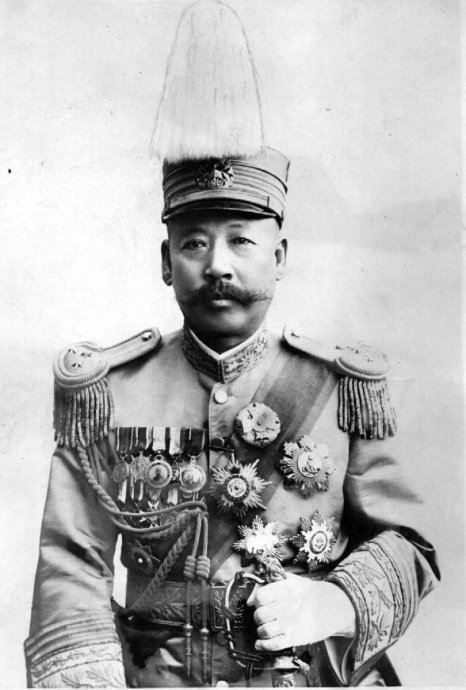
Cao Kun, président de la république de Chine de 1923 à 1924.

En août 1917, le gouvernement de Duan Qirui déclare la guerre aux empires centraux : anticipant la défaite allemande, Duan espère obtenir ainsi à la fin de la guerre la restitution des concessions allemandes de Chine, notamment celle du Shandong. Des unités non combattantes – 190 000 coolies – sont engagées et transportées en France et au Royaume-Uni pour suppléer au manque de bras ; l'armée chinoise envoie également un contingent participer à l'intervention en Sibérie contre la Russie bolchévique.
En échange de cette participation, les puissances étrangères font des concessions, acceptant de différer de cinq ans le paiement l'indemnité prévue par le Protocole de paix Boxer, et d'augmenter de 5 % les droits de douane des produits étrangers qui entrent sur le sol chinois. La participation chinoise à la première guerre se traduit cependant par un contrôle accru des puissances étrangères. En novembre 1917, le Japon et les États-Unis signent l'accord Lansing–Ishii, qui reconnaissent la doctrine de la porte ouverte, et, en contradiction avec ce principe, reconnaissent l'intérêt particulier du Japon pour la Chine, notamment, en raison de sa proximité géographique, sur les zones limitrophes.
Les concessions allemandes en Chine sont occupées par les Alliés ; le Shandong étant occupé par le Japon. Duan Qirui bénéficie de prêts du Japon, qui lui permettent de financer une armée. Son gouvernement est marqué par le népotisme et la corruption, sa faction politique recevant bientôt le nom de Clique de l'Anhui, du nom de la province dont lui-même et nombre de ses affidés sont issus. Ses adversaires, soutenant le président Feng Guozhang, sont eux-mêmes désignés du nom de Clique du Zhili. Duang souhaite réduire par la force les rebelles du sud, tandis que la faction du Zhili préfère négocier.
En 1918, la faction de Duan Qirui remporte les trois-quarts des sièges. Feng Guozhang – terminant son mandat – est remplacé par Xu Shichang, candidat de Duan. Ce dernier tente de persuader un membre de la faction du sud d'accepter la vice-présidence, mais se heurte à un refus : le poste de vice-président demeure donc vacant, au grand dam du général Cao Kun, allié de Feng Guozhang qui briguait cette fonction.
À la conférence de paix de Paris, les concessions allemandes dans le Shandong sont attribuées... au Japon : la nouvelle provoque alors en Chine un vaste mouvement d'indignation, le mouvement du 4 mai. Le gouvernement, toujours dominé par la faction de Duan Qirui, refuse de signer le traité de Versailles et sort nettement affaibli de la crise. Et Duan Qirui est accusé d'avoir été acheté par les prêts japonais.
En octobre 1919, les troupes de Duan Qirui envahissent la Mongolie autonome, provoquant le mécontentement de Zhang Zuolin, seigneur de la guerre de Mandchourie et chef de la Clique du Fengtian. À la mort de Feng Guozhang en décembre, Cao Kun et Wu Peifu deviennent les principaux leaders de la Clique du Zhili. En juillet 1920, la faction du Zhili (aidée par celle du Fengtian) affronte militairement celle de l'Anhui : Duan Qirui est battu, et le 30 août, le parlement est déclaré dissous. En février 1921, les troupes chinoises sont battues et chassées d'Ourga par les troupes blanches de Roman von Ungern-Sternberg, puis évincées de Kiakhta par les communistes mongols de Damdin Sükhbaatar.

## Rivalités entre le Zhili et le Fengtian

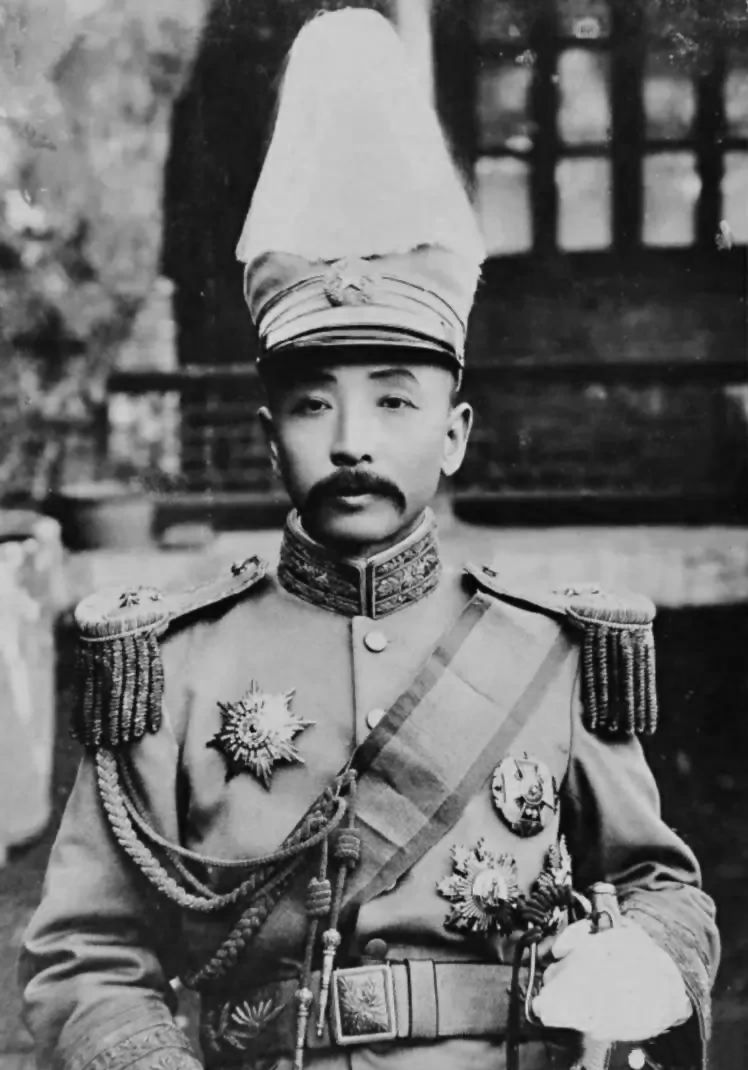
Zhang Zuolin, chef de l'État auto-proclamé de 1927 à 1928.

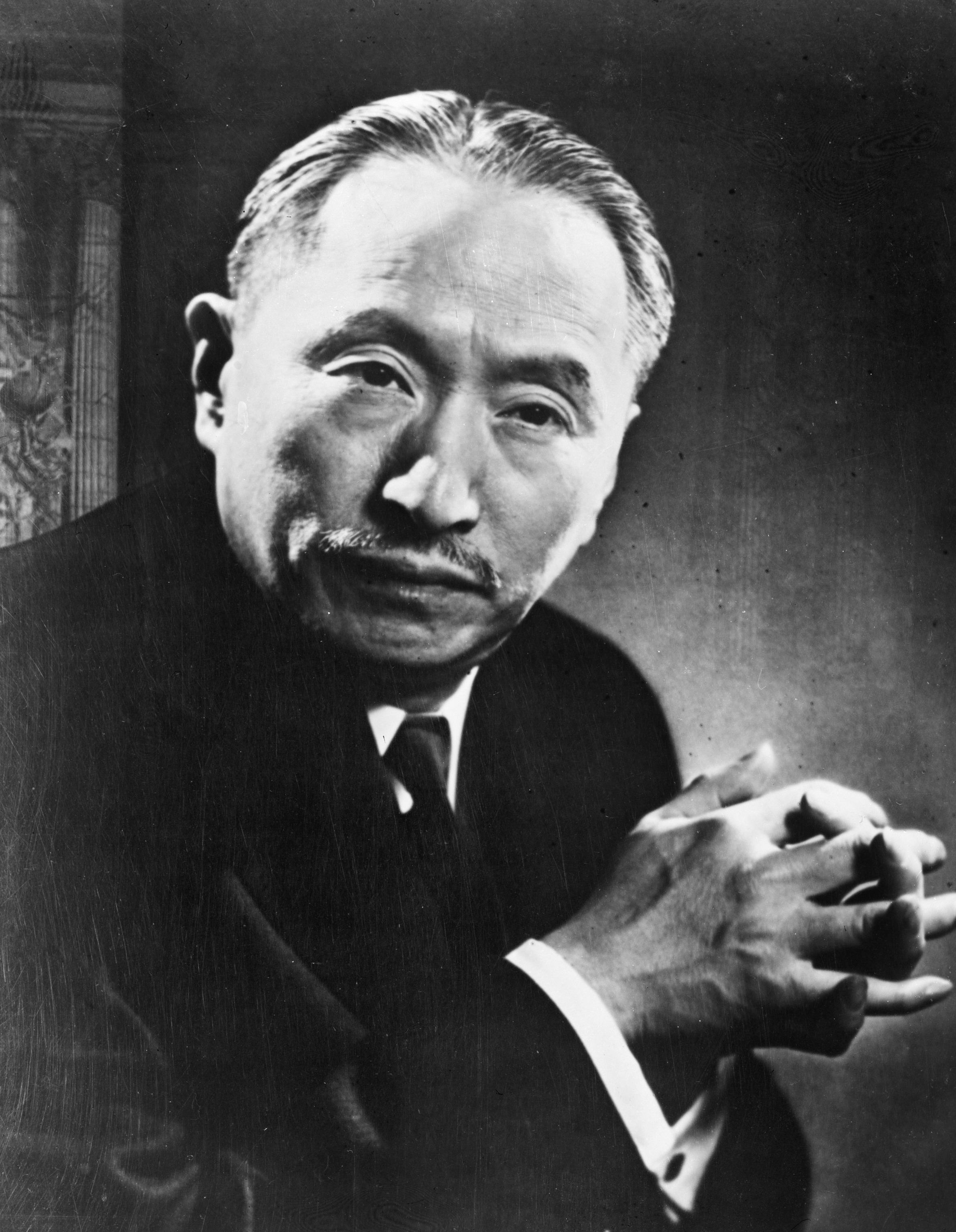
Wellington Koo, premier représentant de la Chine à la Société des Nations, chef du gouvernement par intérim en 1924, puis de 1926 à 1927, et chef de l'État par intérim de 1926 à 1927.

Zhang Zuolin, bien qu'ayant tenu un rôle secondaire dans la guerre contre Duan Qirui, partage à Pékin le pouvoir avec la faction du Zhili. Jin Yunpeng, lié aux deux factions, prend la tête du gouvernement. Préoccupé par la puissance militaire grandissante de Wu Peifu et par l'hostilité de ce dernier aux Japonais, Zhang Zuolin s'allie finalement à Duan Qirui et Sun Yat-sen : en avril 1922, un conflit armé éclate entre les factions du Zhili et du Fengtian. La guerre tourne au désavantage de Zhang, qui doit se réfugier dans son fief de Mandchourie. Li Yuanhong est remis à la présidence par la « clique du Zhili » de Wu Peifu, mais une rivalité éclate bientôt entre ce dernier et son allié Cao Kun, qui souhaite devenir président lui-même. Cao parvient en juin 1923 à obtenir la destitution de Li par le parlement, puis se fait élire lui-même en octobre, en payant les parlementaires. En septembre 1924, Qi Xieyuan, gouverneur du Jiangsu, tente de prendre le contrôle de Shanghai, provoquant un conflit entre sa province et le Zhejiang, encore contrôlé par la faction de l'Anhui. Zhang Zuolin intervient alors pour aider le Zhejiang, provoquant la seconde guerre Zhili-Fengtian. Le 23 octobre, le général Feng Yuxiang se retourne contre le Zhili et organise un coup d'État à Pékin, mettant Cao Kun aux arrêts. Wu Peifu, dont les troupes sont battues par celles de Zhang Zuolin, doit battre en retraite.

## Gouvernements provisoires et chaos politique
Le 2 novembre, Huang Fu est mis à la présidence de la république de Chine par Feng Yuxiang. Jusqu'en 1928, une série de chefs de l'État par intérim se succèdent à un rythme rapide. Duan Qirui redevient chef du gouvernement, mais n'a plus aucun pouvoir, étant militairement à la merci de Feng Yuxiang et Zhang Zuolin; Feng ordonne également l'expulsion de Puyi de la cité interdite. La constitution de 1923 est invalidée, une assemblée provisoire étant mise en place. La constitution promise n'est pas achevée, sa promulgation étant rendue impossible par les troubles politiques : de novembre 1925 à avril 1926, une nouvelle guerre éclate entre le Guominjun de Feng Yuxiang d'une part, et le Zhili et le Fengtian alliés contre lui, d'autre part. Duan Qirui, après avoir tenté un retournement d'alliances, est contraint à la fuite par les soldats du Guominjun. Zhang Zuolin reprend finalement Pékin mais ne remet pas Duan au pouvoir, exerçant une autorité de fait.
Zhang Zuolin et Wu Peifu ne trouvent pas de point d'entente quant au nouveau président : l'apparence du pouvoir est exercée par une série de gouvernements intérimaires, tandis que l'administration du pays sombre dans un désordre complet. De 1926 à 1927, Wellington Koo assure l'intérim à la fois comme chef de l'État et comme chef du gouvernement, sans parvenir à rétablir la situation. Les fonctionnaires ne sont plus payés et les ministres démissionnent les uns après les autres.

## Fin du«gouvernement de Beiyang»
En 1926, Tchang Kaï-chek lance l'expédition du nord pour soumettre les seigneurs de la guerre, ce qu'il obtient progressivement par la force ou le ralliement.
En juin 1927, Zhang Zuolin prend ouvertement le pouvoir en se proclamant Grand maréchal du gouvernement militaire de la république de Chine : le gouvernement de Beiyang, qui était dans les faits un gouvernement militaire, le devient cette fois explicitement. Feng Yuxiang et Yan Xishan, gouverneur du Shanxi, se rallient au Kuomintang. En mai 1928, les troupes de Zhang Zuolin sont battues par celles du Kuomintang et des autres seigneurs de la guerre ralliés au gouvernement de Nankin. Le 3 juin 1928, sur le conseil de ses alliés japonais, il quitte Pékin. Le lendemain, alors qu'il prend la fuite, il est tué dans l'explosion du train qui le ramène vers son fief de Mandchourie, un attentat organisé par l'armée japonaise. L'Armée nationale révolutionnaire pénètre dans Pékin le 8.
Le drapeau à cinq couleurs est remplacé comme drapeau national de la Chine par une nouvelle bannière, ornée de l'emblème du Kuomintang. Le 1er octobre, les États-Unis sont le premier pays étranger à reconnaître le nouveau gouvernement chinois.
Le 29 décembre, Zhang Xueliang, fils de Zhang Zuolin, annonce le ralliement de sa faction militaire au gouvernement du Kuomintang et abandonne le drapeau à cinq couleurs pour le drapeau officiel du gouvernement de Nankin. Cet évènement est désigné, notamment à Taïwan, sous le nom de réunification chinoise.